# Діана Лопес
Діана Лопес  (англ. Diana Lopez, 7 січня 1984) — американська тхеквондистка, олімпійська медалістка.

## Виступи на Олімпіадах
| Олімпіада  | Дисципліна | Місце |
| ---------- | ---------- | ----- |
| Пекін 2008 | до 67 кг   | 3T    |